# کلر (تگزاس)
کلر، تگزاس(به انگلیسی: Keller, Texas) شهری در ایالت تگزاس از ایالات جنوبی ایالات متحده آمریکا است. در سرشماری سال ۲۰۰۰، جمعیت این شهر ۳۸۰۸۲ نفر اعلام شد.